# Диденко, Лилия
Лилия Диденко (род. 4 апреля 1988) — украинская футболистка, защитница.

## Биография
В сезоне 2007/08 выступала в чемпионате Украины по мини-футболу (футзалу) за киевскую команду «НУХТ». За несколько туров до финиша команда шла в группе лидеров чемпионата, а сама спортсменка лидировала в споре бомбардиров (11 голов).
В 2008 году вместе с группой футболисток из Украины, в том числе с подругой по НУХТ Анастасией Свердловой перешла в российский клуб по большому футболу «Энергия» (Воронеж). Сыграла 9 матчей в высшей лиге России, однако команда была безнадёжным аутсайдером и проиграла все свои матчи.
По состоянию на середину 2010-х годов выступала в высшей лиге Украины за «Атекс-СДЮШОР-16» (Киев).